# عطبره (سودان)
۱۷°۴۳′ شمالی ۳۳°۵۹′ شرقی / ۱۷٫۷۱۷°شمالی ۳۳٫۹۸۳°شرقی
عطبره (به عربی: عطبرة) شهری در استان نهر النیل کشور سودان است که جمعیت آن در سرشماری سال ۱۹۹۳ میلادی ۸۷٫۸۷۸ نفر بوده و در سال ۲۰۰۷ میلادی ۱۱۱٫۳۹۹ نفر تخمین زده شده است.